# 荀諶
荀 諶（じゅん しん、生没年不詳）は、中国の後漢時代末期の政治家。豫州潁川郡潁陰県（現在の河南省許昌市）の人。字は友若。曹操に軍師として仕えた荀彧の兄弟（『三国志』魏書荀彧伝本文では弟、同伝注に引く『荀氏家伝』では4番目の兄とされている）、荀衍の弟。荀緄の子、荀閎（じゅんこう、長男）の父。荀輝（じゅんき、荀閎の従孫（＝兄弟の孫））の曽祖父。

## 正史の事跡
| 姓名           | 荀諶                                |
| 時代           | 後漢時代                            |
| 生没年         | 〔不詳〕                            |
| 字・別号       | 友若（字）                          |
| 本貫・出身地等 | 豫州潁川郡潁陰県                    |
| 職官           | 参謀〔袁紹〕                        |
| 爵位・号等     | -                                   |
| 陣営・所属等   | 袁紹                                |
| 家族・一族     | 父：荀緄 兄：荀衍 弟：荀彧 子：荀閎 |

袁紹配下。初平2年（191年）、袁紹の命により、張導・高幹・郭図と共に使者として冀州牧韓馥の下に赴く。荀諶は巧みな弁舌を振るって韓馥を説得し、冀州を袁紹に譲らせた。建安4年（199年）には、田豊・許攸と共に袁紹の参謀に任命される。
しかし、袁紹陣営でこれほどの重要人物でありながら、以降は史書に一切登場しない。陳羣が汝南・潁川の人物について孔融と論評した際の「荀彧・荀攸・荀衍・荀諶・荀悦は、現代まったく匹敵する者がいない」という発言が残るのみである。ただ、子の荀閎は魏に仕官していることから、最後まで曹操と対立する道はとらなかったと思われる。

## 物語中の荀諶
小説『三国志演義』では、荀彧との関係が語られることはなく、はじめは韓馥に仕えたことになっているが、史実では彼が韓馥に仕えていた事実はない。建安4年、対曹操の戦略について、持久戦略派と短期決戦戦略派との議論が起きた際には、辛評と共に後者を支持し、袁紹の決断を促している。しかし『演義』でも、荀諶はこの後登場しない。